# Isopterygium teretiusculum
Isopterygium teretiusculum är en bladmossart som beskrevs av Brotherus in Corbière 1912. Isopterygium teretiusculum ingår i släktet Isopterygium och familjen Hypnaceae. Inga underarter finns listade i Catalogue of Life.